# Tetrablemmidae
Tetrablemmidae é uma família de aranhas que agrupa 126 espécie descritas, integradas em 29 géneros, com distribuição natural nas regiões tropicais. A antiga família monotípica Pacullidae, que integrava apenas o género  Paculla, foi integrada nesta família.

## Descrição
A maioria dos membros da família Tetrablemmidae vive no solo e entre a manta morta florestal, com algumas espécies a viverem no solo e folhagem acumulada sobre epífitas e em grutas.
Algumas espécies cavernícolas, mas também algumas que habitam no solo, mostram adaptações típicas dos troglóbios, entre as quais a atrofia ou perda dos olhos e o enfraquecimento da esclerotização do exosqueleto.
As aranhas do género Paculla são quatro a cinco vezes maiores que os outros tetrablemídeos. O género Tetrablemma apresenta apenas quatro olhos, uma característica apenas partilhada com a maioria das espécies da família Caponiidae, com a qual os tetrablemídeos não são considerados como estreitamente aparentados.
As espécies da família Tetrablemmidae não parecem construir teias.
A família tem a sua maior biodiversidade no Sueste da Ásia, com apenas algumas espécies a ocorrerem na África e na América Central e do Sul.

## Géneros
A família Tetrablemmidae integra as seguintes famílias:
- Ablemma Roewer, 1963 (Sueste da Ásia)
- Afroblemma Lehtinen, 1981 (África)
- Anansia Lehtinen, 1981 (África)
- Bacillemma Deeleman-Reinhold, 1993 (Tailândia)
- Borneomma Deeleman-Reinhold, 1980 (Bornéu)
- Brignoliella Shear, 1978 (Sueste da Ásia)
- Caraimatta Lehtinen, 1981 (América Central)
- Choiroblemma Bourne, 1980 (Índia)
- Cuangoblemma Brignoli, 1974 (Angola)
- Fallablemma Shear, 1978 (Samoa, Sulawesi)
- Gunasekara Lehtinen, 1981 (Sri Lanka)
- Hexablemma Berland, 1920 (Quénia)
- Indicoblemma Bourne, 1980 (Tailândia, Índia)
- Lamania Lehtinen, 1981 (Sueste da Ásia)
- Maijana Lehtinen, 1981 (Java)
- Mariblemma Lehtinen, 1981 (Seicheles)
- Matta Crosby, 1934 (Brasil, México)
- Micromatta Lehtinen, 1981 (Belize)
- Monoblemma Gertsch, 1941 (Brasil, Colômbia, Panamá)
- Paculla Simon, 1887 (Sueste da Ásia)
- Pahanga Shear, 1979 (Sudoeste da Ásia)
- Perania Thorell, 1890 (Sueste da Ásia)
- Rhinoblemma Lehtinen, 1981 (Ilha Caroline)
- Sabahya Deeleman-Reinhold, 1980 (Bornéu)
- Shearella Lehtinen, 1981 (Madagáscar, Sri Lanka)
- Singalangia Lehtinen, 1981 (Samatra)
- Singaporemma Shear, 1978 (Vietname, Singapura)
- Sulaimania Lehtinen, 1981 (Malásia)
- Tetrablemma O. P-Cambridge, 1873 (Sudoeste da Ásia, África, Micronésia)